# Pelourinho de Vila Nogueira de Azeitão
O Pelourinho de Vila Nogueira de Azeitão situa-se em Vila Nogueira de Azeitão, na atual freguesia de Azeitão (São Lourenço e São Simão), no município de Setúbal, em Portugal.
Com uma esfera armilar de ferro, está classificado como Imóvel de Interesse Público desde 1933.

## História
Este pelourinho inicialmente estava em Vila Fresca de Azeitão quando o concelho de Azeitão foi criado, depois a sede do concelho mudou-se para Vila Nogueira de Azeitão e o pelourinho ficou em Vila Nogueira até aos dias de hoje.[carece de fontes?]
O pelourinho que podemos observar no Rossio da Vila (actual Praça da República) é uma reconstrução da segunda metade do século XX.[carece de fontes?]